# 產品管理
產品管理是指有關產品（或服務）的計劃、開發、上市及管理的業務流程。產品管理涵蓋了產品生命周期內的所有事務，從產品概念到產品上市策略。產品經理負責讓產品滿足目標市場的需求，提供營運策略，也管理產品的各個生命週期。軟體產品管理是將產品管理的概念應用在數位產品上。
產品管理的概念最早是出現在寶潔公司總裁尼爾·麥可羅伊於1931年寫的筆記中。他要求增加責處理品牌管理的員工，也需要有「品牌人」來管理產品、行銷包裝、產品定位、通路以及銷售成績等。

## 外部連結
- 维基共享资源上的相關多媒體資源：產品管理